# Kalderash
Los kalderash son un subgrupo del pueblo romaní . Eran tradicionalmente caldereros y trabajadores del metal y hablan varios dialectos romaníes agrupados bajo el término Kalderash Romani, un subgrupo del Vlax Romani.

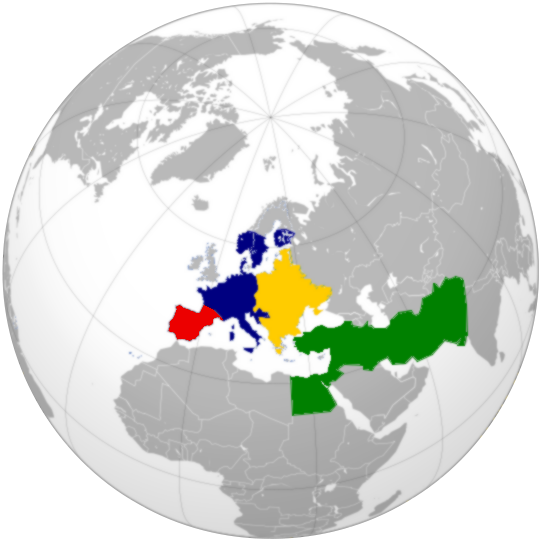
Las tres principales confederaciones del pueblo romaní en Europa: Kalderash (amarillo), Sinti/Manush (azul), Gitanos (rojo) y el pueblo Dom de Oriente Medio (verde).

Los kalderash de los Balcanes y Europa Central, además de los gitanos y los manouche/sinti, son considerados una de las tres confederaciones principales del pueblo romaní en Europa por ciertos etnógrafos. Los kalderash son reconocidos como la confederación más numerosa de las tres. Cada confederación principal se divide a su vez en dos o más subgrupos basados en una combinación de factores como la ocupación, la ascendencia o el origen territorial. Aunque originalmente se refería a una vitsa específica de caldereros tradicionales, el nombre kalderash ahora se aplica a varios grupos romaníes de habla vlax. Debido a esto, se pueden observar diferencias significativas en el habla y la cultura entre las poblaciones kalderash occidentales y orientales; como lo evidencian las diferencias entre los kalderash orientales de Rusia y los kalderash occidentales de Serbia. Algunos estudiosos han sugerido una conexión entre los subgrupos ocupacionales romaníes y el sistema de castas de la India, describiendo a los kalderash como un linaje ancestral de la casta lohar.

## Etimología

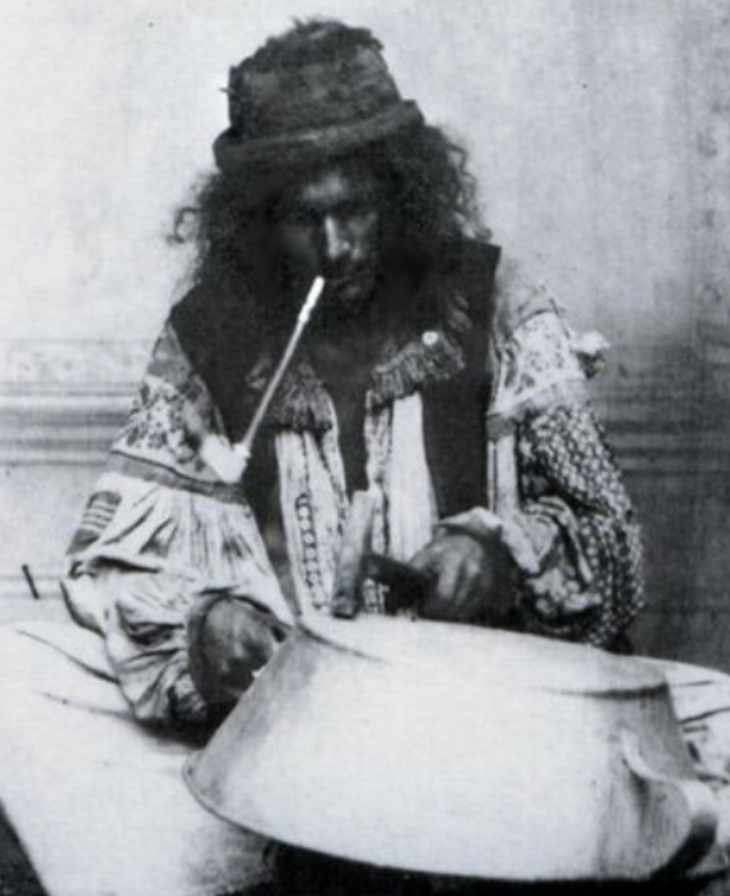
Un típico orfebre romaní kalderash de Hungría en 1892.

El nombre Kalderash (kalderash en romaní, căldărari en rumano, kalderás en húngaro, калдараш (kaldarash) en búlgaro, kalderaš en serbocroata, 'котляри (Kotlyary) en ucraniano y кэлдэрары (kelderary) en ruso) es un etnónimo ocupacional que desciende en última instancia de la palabra rumana căldăraș (calderero) derivada del latín caldāria, que en efecto describe su oficio como hojalatero.

## Distribución

### Rumanía

Bandera de rueda de ocho radios utilizada por los Kalderash Roma del condado de Călărași.

Se supone que los romaníes kalderash son originarios del territorio de la actual Rumanía y que emigraron a diferentes partes del mundo tras la abolición de la esclavitud en Rumania a fines del siglo XIX, en un fenómeno conocido como la gran migración Kalderash. Se estima que todavía viven en Rumania unos 200.000 Căldărari, aunque se desconoce el número exacto. La región de Dobruja es un importante centro de asentamiento de kalderash, así como Valaquia y las regiones fronterizas entre Rumanía y Bulgaria. El bilingüismo entre los kalderash romaníes y rumanos prevalece entre los kalderash de Rumania. Los rasgos sociales tradicionales de los kalderash de Rumania incluyen la endogamia, el matrimonio entre primos cruzados y los tribunales consuetudinarios conocidos como Kris en el sur de Transilvania y Valaquia. Como lo revela su etnónimo tradicional de Căldărari, los kalderash están asociados a una tradición de artesanos, especialmente a la de la forja de cobre y estaño. El jefe de las comunidades kalderash en Rumanía está asociado con un jefe conocido como Bulibasha, que tiene distintos grados de autoridad según su localidad. Los kalderash de Rumania se dividen en muchos subgrupos diferentes (vitsi), como los Pletoshi (Kalaydzii) y Chori (Grebenari, Pieptenari) en el norte de Dobruja, así como los Militari, Tasmanari y Zhaplesh, en el sur de Dobruja. Los matrimonios intraétnicos han unido a varios subgrupos como los grastari, los niculešti, los dudulani, los tasmanari, los Žapleš, los lajneš y los njamcurja bajo una identidad común kalderash.

### Bulgaria
Los kalderash son uno de los cinco subgrupos romaníes principales que viven en Bulgaria junto con los daskane romaníes, los horahane romaníes, los kalaydji y los boyash. Durante los siglos XVIII y, sobre todo, XIX, tras la abolición de la esclavitud en Rumanía, los romaníes de los principados rumanos de Valaquia y Moldavia entraron en territorio búlgaro en un acontecimiento que algunos etnógrafos denominaron la «Invasión de los Kalderash». Además, gran parte de los kalderash emigraron de Rumanía a Bulgaria a través del Imperio austrohúngaro, pasando por Serbia antes de llegar finalmente a Bulgaria. Los kalderash son la segunda confederación romaní más grande de Bulgaria y se dividen en dos subgrupos principales: los Lovari y los Kalaydji, así como otras ramas dentro de estos subgrupos como los "Grebenari", los "Bakarjii", los "Reshetari", etc. Los kalderash de Bulgaria practican principalmente el cristianismo ortodoxo oriental y son bilingües en romaní kalderash y búlgaro. Los tribunales consuetudinarios de los kalderash búlgaros se conocen como meshere.

### Serbia y Bosnia
Los romaníes Chergashe son un subgrupo formado casi completamente por kalderash que viven mayoritariamente en Serbia y Bosnia y Herzegovina. A finales del siglo XIX se produjeron grandes migraciones de los antiguos esclavos kalderash de Rumanía a los países vecinos de Serbia y luego a Bosnia. Hablan romaní kalderash y se concentran principalmente alrededor de Banja Luca y Sarajevo. Desde la disolución de Yugoslavia, muchos kalderash serbios y bosnios han emigrado al Reino Unido para escapar de la opresión económica y social que sufren los romaníes de los Balcanes en sus países de origen.

### Rusia y Ucrania

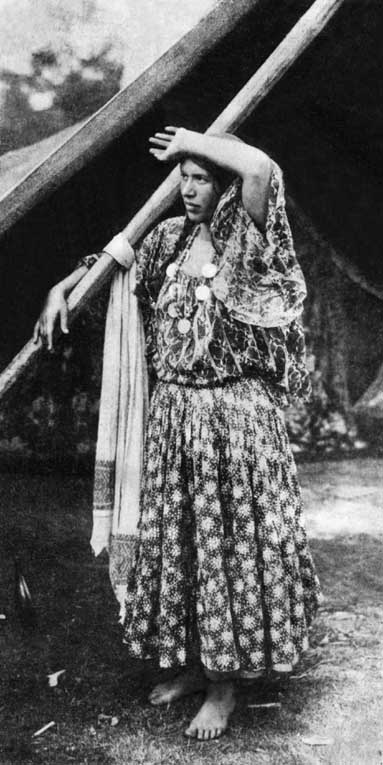
Una mujer kalderash de una tribu que se detuvo en Moscú, 1925.

Los gitanos kalderash son uno de los grupos gitanos más numerosos de Rusia después de los gitanos Ruska. Los kalderash emigraron del territorio de los principados rumanos y otras partes del sudeste de Europa a Rusia y Ucrania entre finales del siglo XIX y las tres primeras décadas del siglo XX tras la abolición de la esclavitud en Rumanía. Se extendieron por Ucrania y Rusia, migrando desde Besarabia hacia el norte y el este.</ref> Pronto se convirtieron en un grupo relativamente numeroso en Rusia y sus ocupaciones tradicionales de estañado y fabricación de calderos los condujeron a una prosperidad inicial. A finales de la década de 1920 y principios de la de 1930, el Estado adoptó una política de industrialización que tenía como objetivo proporcionar un modo de vida sedentario a los romaníes nómadas kalderash. Esto dio lugar a que los kalderash se involucraran activamente en cooperativas y establecieran sus propias cooperativas de producción romaníes llamadas artels. Estos artels industriales ayudaron a los kalderash a adaptar con éxito su artesanía tradicional a la nueva realidad económica de la Unión Soviética. Los artels duraron hasta la década de 1980. Durante el período de los artels, la mayoría de los campamentos de kalderash estaban ubicados en Moscú, sin embargo, después de la disolución de los artels, los kalderash migraron por toda Rusia y otras partes del norte de Europa. Los kalderash de Rusia son en su mayoría bilingües en romaní kalderash y ruso.

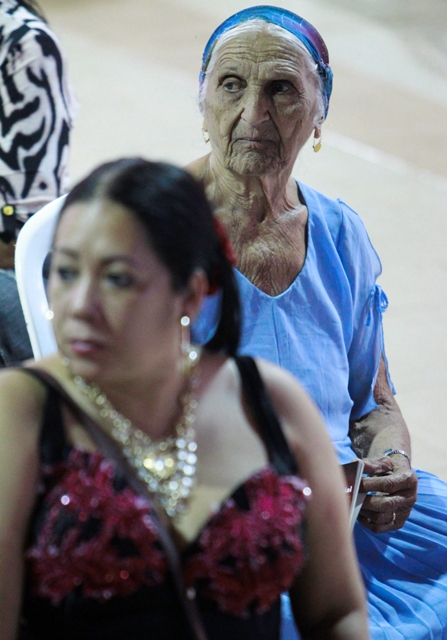
Una mujer mayor de la etnia romaní Kalderash en diáspora.

### Francia
En Francia, los gitanos kalderash se concentran en los suburbios orientales de París. Se estima que se han ido asentando allí gradualmente desde al menos la década de 1940. Montreuil es una ciudad en las afueras de París con el asentamiento kalderash más grande de Francia. Los kalderash de Montreuil llegaron por primera vez a Francia en 1941, tras la ocupación alemana de París. Todavía practican su oficio tradicional de caldereros y trabajadores del metal. Algunos kalderash todavía viajan por las provincias francesas, aunque la mayoría son ahora sedentarios. A pesar del contacto frecuente con no romaníes a lo largo de su vida cotidiana y su actividad económica, los kalderash han logrado mantener un grado de invisibilidad dentro de la sociedad francesa que les permite practicar su cultura tradicional sin temor a la asimilación. En 2005, se estima que había alrededor de 8.000 romaníes kalderash viviendo en Francia.

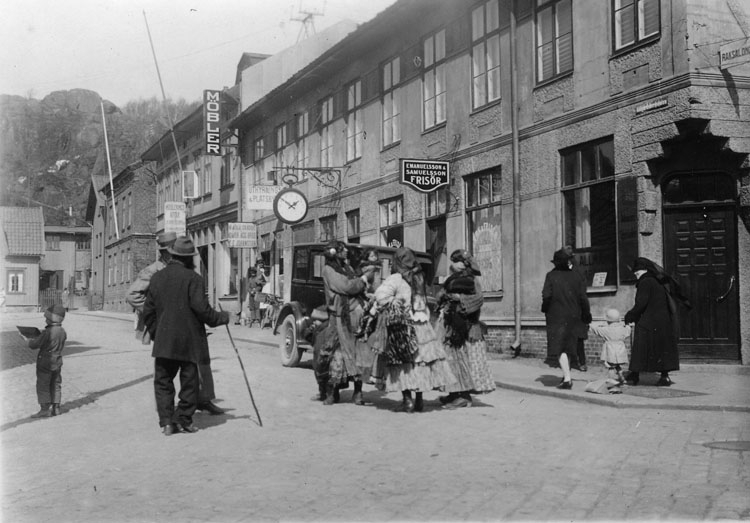
Familia romaní kalderash en Suecia, principios del.

### Suecia
Los kalderash forman una de las comunidades romaníes más grandes de Suecia. A finales del siglo XIX y principios del XX, muchos romaníes kalderash procedentes de Rusia emigraron a Suecia. Los kalderash fueron el primer y más numeroso grupo romaní extranjero que emigró y se estableció en el país. Las ocupaciones más comunes de los Kalderash de Suecia eran la estañación y la forja de cobre. Uno de los clanes kalderash más destacados de Suecia fueron los Taikon. Johan Taikon era un herrero y platero muy hábil que hacía elaboradas artesanías de metal por la noche en los talleres improvisados de los campos, principalmente para uso de la comunidad romaní sueca. También obtenía parte de sus ingresos remendando y estañando ollas de cobre por toda Suecia, lo que le dio un acceso breve y momentáneo a la excluyente sociedad sueca que se estaba formando según los alineamientos particulares de la identidad nacional sueca. La hija de Johan Taikon, Rosa Taikon, fue la primera platera romaní de Suecia que siguió una educación formal en joyería. Katarina Taikon, también hija de Johan Taikon, fue una destacada activista romaní y líder del movimiento de derechos civiles. El dialecto de los romaníes kalderash hablado en Suecia se conoce comúnmente como Taikon Kalderash.

### Estados Unidos
Los kalderash son el subgrupo más grande del pueblo romaní y constituyen la mayoría de la población romaní urbana en los Estados Unidos. Los kalderash son generalmente menos ricos que otros grupos romaníes en los EE. UU., como los machwaya. Sin embargo, existe una variabilidad considerable en el estatus de los diversos subgrupos Kalderash en términos de riqueza y prosperidad. Algunas vitsi Kalderash adineradas en los EE. UU. han podido alcanzar un mayor nivel de riqueza y se consideran más limpios que las vitsi kalderash de clase baja. A diferencia de los kalderash más nacionalistas de Europa del Este, los kalderash estadounidenses se muestran reacios a asumir papeles políticos públicos o a llamar la atención, beneficiándose de la relativa invisibilidad que experimentan en Occidente. Según estudios realizados sobre los clanes kalderash de Seattle, los romaníes kalderash generalmente se dedican a trabajos itinerantes tradicionales como reparación de carrocerías de automóviles, techado, limpieza de estufas y otros trabajos de corto plazo que les permiten mantener su estilo de vida tradicional. Los kalderash son uno de los grupos romaníes más tradicionales y han resistido la americanización con más rigor que otros subgrupos romaníes, como los sinti.

## Cultura

### Folklore

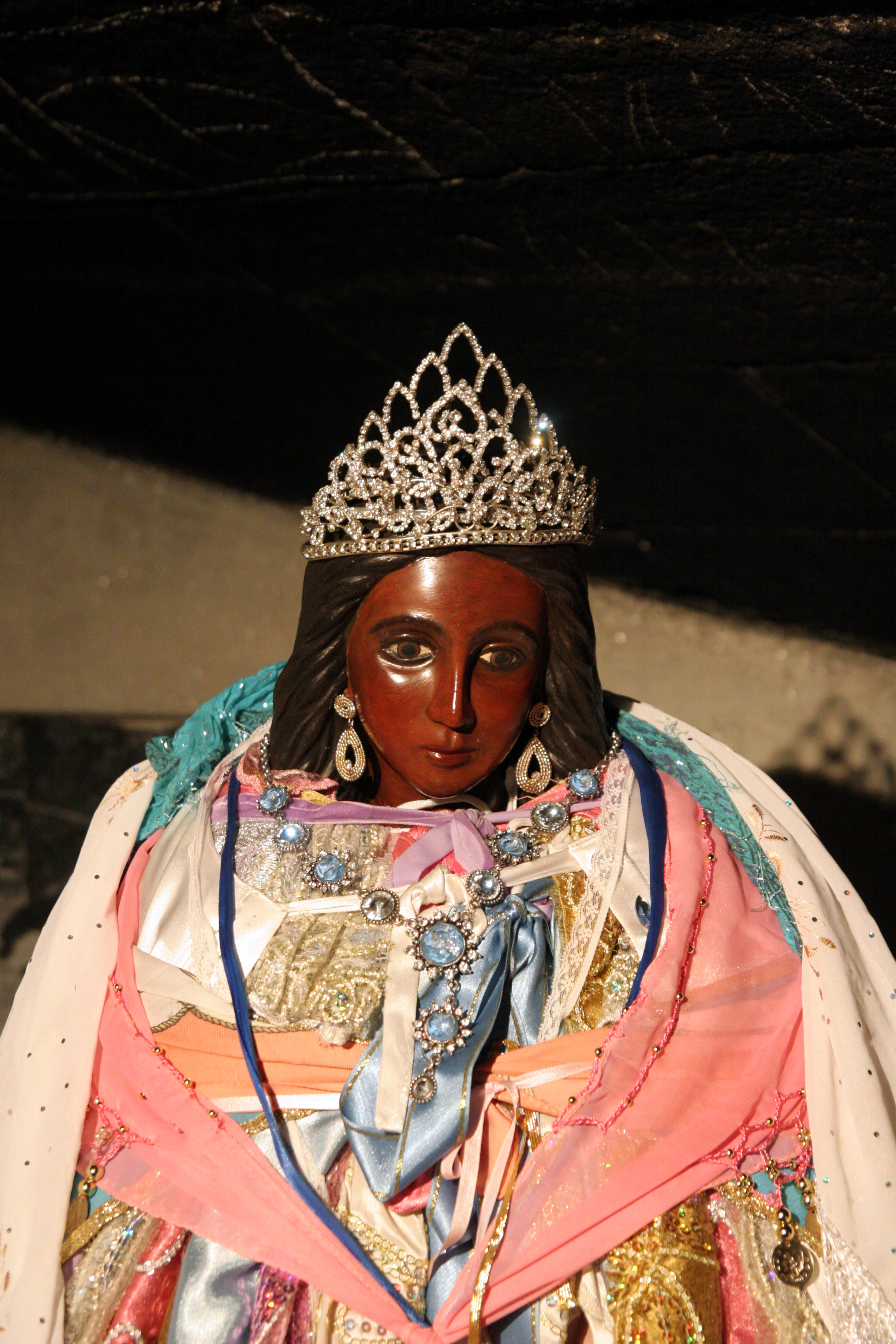
El santuario de Kali Sara

Santa Sara, comúnmente conocida como Kali Sara entre los Vlax Roma, es una santa importante en la religión tradicional de los kalderash. La religión tradicional romaní kalderash implica un sincretismo de shaktismo y cristianismo. Kali Sara proviene de la diosa hindú Kali y se convirtió en una santa como una forma para que los romaníes practicaran su religión sin temor a la persecución. Muchos romaníes tradicionales todavía rezan a Dios a través de Kali Sara en la tradición Shakta. Durante la época comunista, a muchos kalderash balcánicos se les prohibía asistir a la peregrinación sagrada de Kali Sara, conocida como santana, que se celebra en el sur de Francia cada año durante el mes de mayo. Actualmente, los romaníes kalderash de Canadá, Latinoamérica y los Balcanes tienen sus propias tradiciones de veneración a la santa Kali Sara.
Mam'orry es un personaje mitológico de apariencia humana que casi siempre aparece en el folclore kalderash como una anciana. Ella cumple ciertas actividades de formación del carácter basadas en la ley y la sociedad romaní, como visitar a una persona para pedirle agua. Esto está relacionado con la prohibición de la falta de agua en una tienda de campaña o en una casa durante la noche en la ley romaní. La ausencia de agua, la “sequedad”, tiene connotaciones negativas en la cultura romaní. Después de haber visitado la casa, este personaje también puede vomitar algo de "pulpa" que generalmente resulta ser una bendición que trae suerte de Mam'orry. Esta "pulpa" podría usarse como base para una "mascota" que trae suerte y felicidad a su poseedor.

## Religión

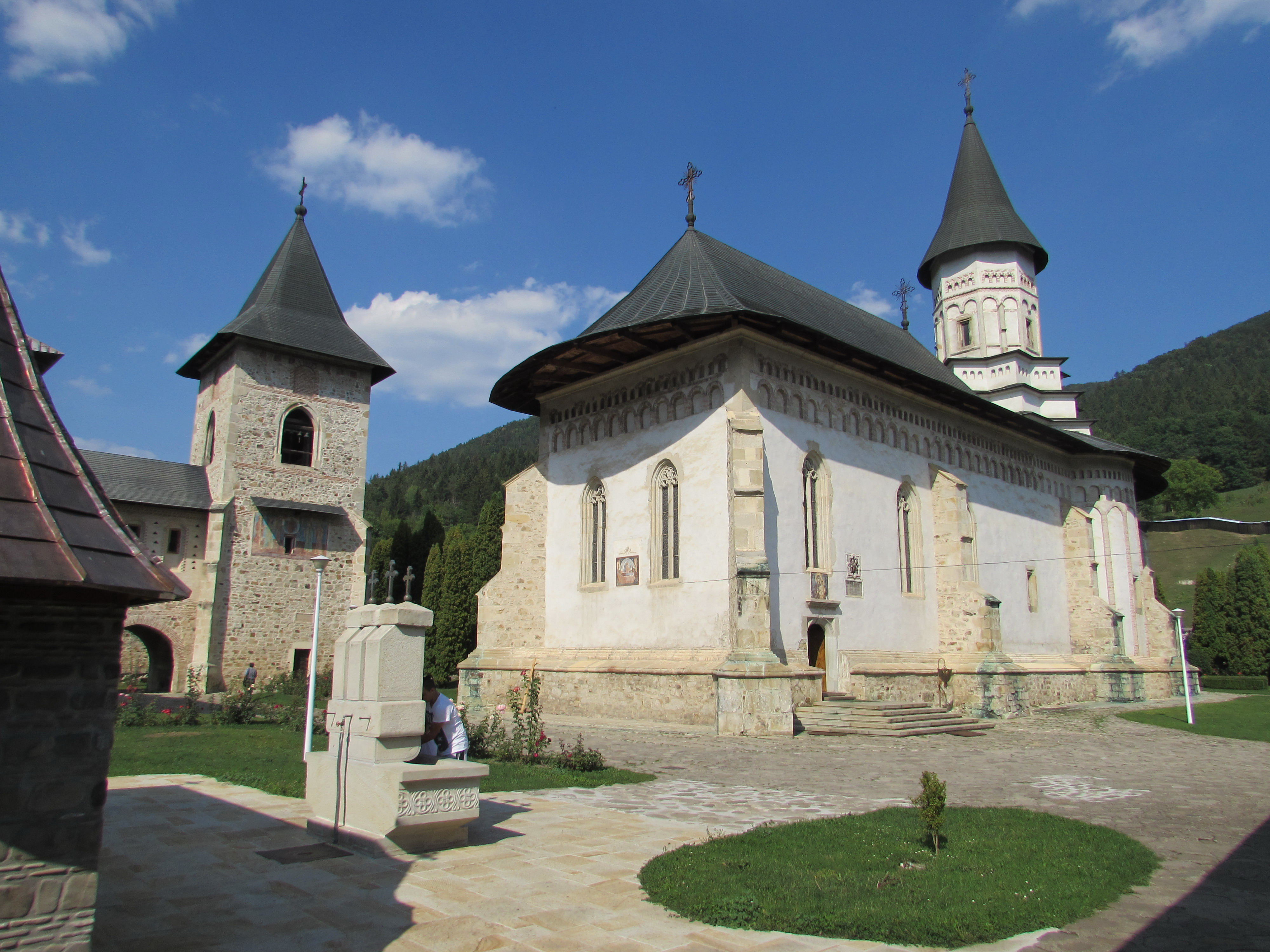
Monasterio de Bistrița; considerado un lugar sagrado entre los gitanos kalderash ortodoxos orientales.

La mayoría de los gitanos kalderash siguen el cristianismo y practican la religión ortodoxa oriental, católica romana o pentecostal. Históricamente, los kalderash han seguido la religión mayoritaria de su país anfitrión, como la ortodoxia oriental en Rumanía y el catolicismo romano en Hungría. Sin embargo, ha habido un movimiento pentecostal creciente entre los romaníes kalderash de todos los países desde al menos el siglo XX.

## Kalderash destacados
- Ronald Lee, escritor canadiense.[40]
- Matéo Maximoff, escritor romaní-francés.[21]
- Florin Cioabă, activista romaní rumano, ministro pentecostal y autoproclamado " Rey de los romaníes en todas partes".[41]
- Anton Pann, escritor y músico rumano (de la región de Valaquia); se cree que tuvo un padre romaní del clan Căldărari según fuentes romaníes y ciertas fuentes no romaníes.[42]
- Katarina Taikon, activista romaní sueca y autora de libros para niños.[43]
- Rosa Taikon, hermana de Katarina, joyera romaní sueca.[43]